# Pożytki niedrzewne

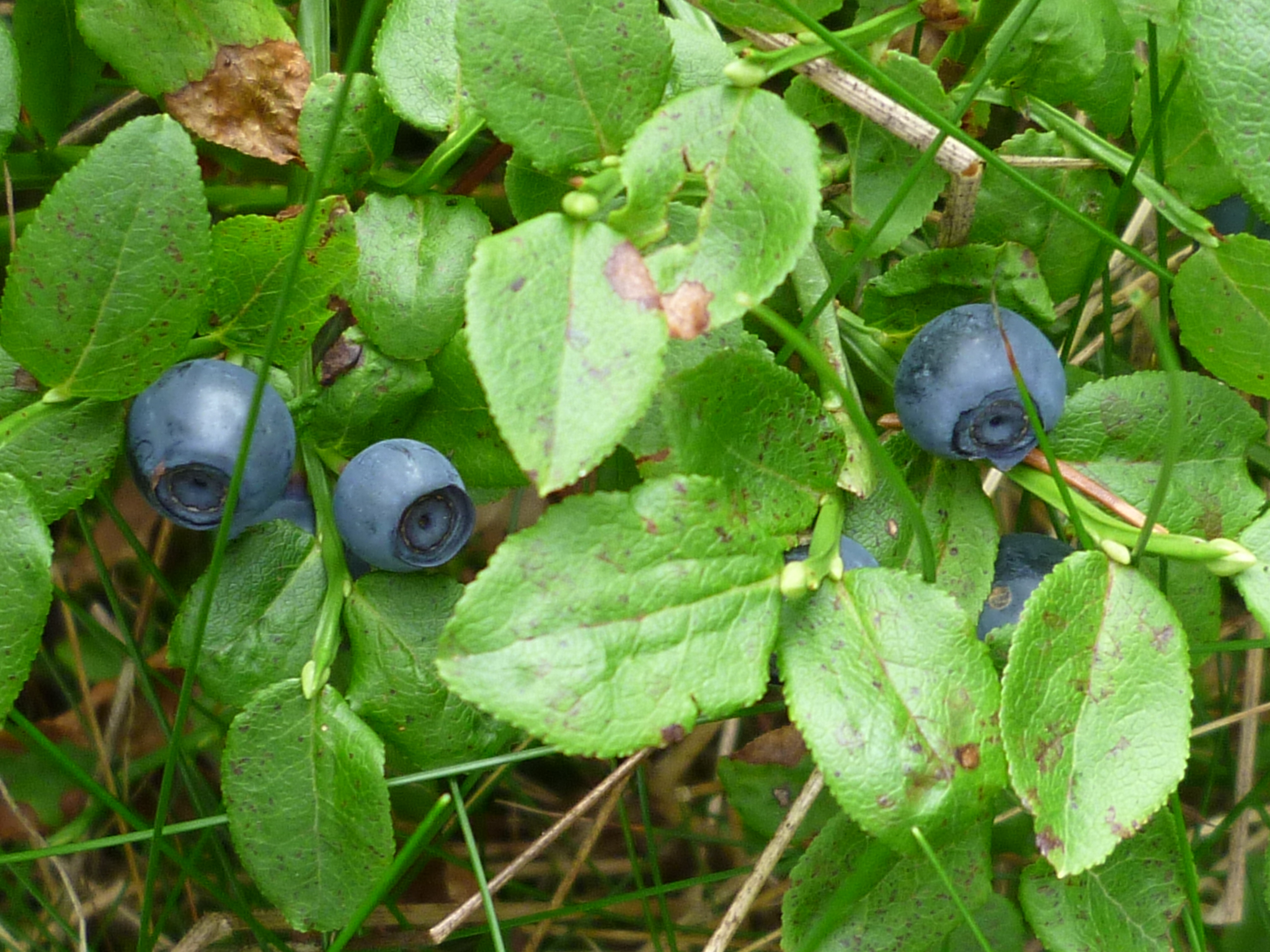
Borówki czarne, zwane czarnymi jagodami

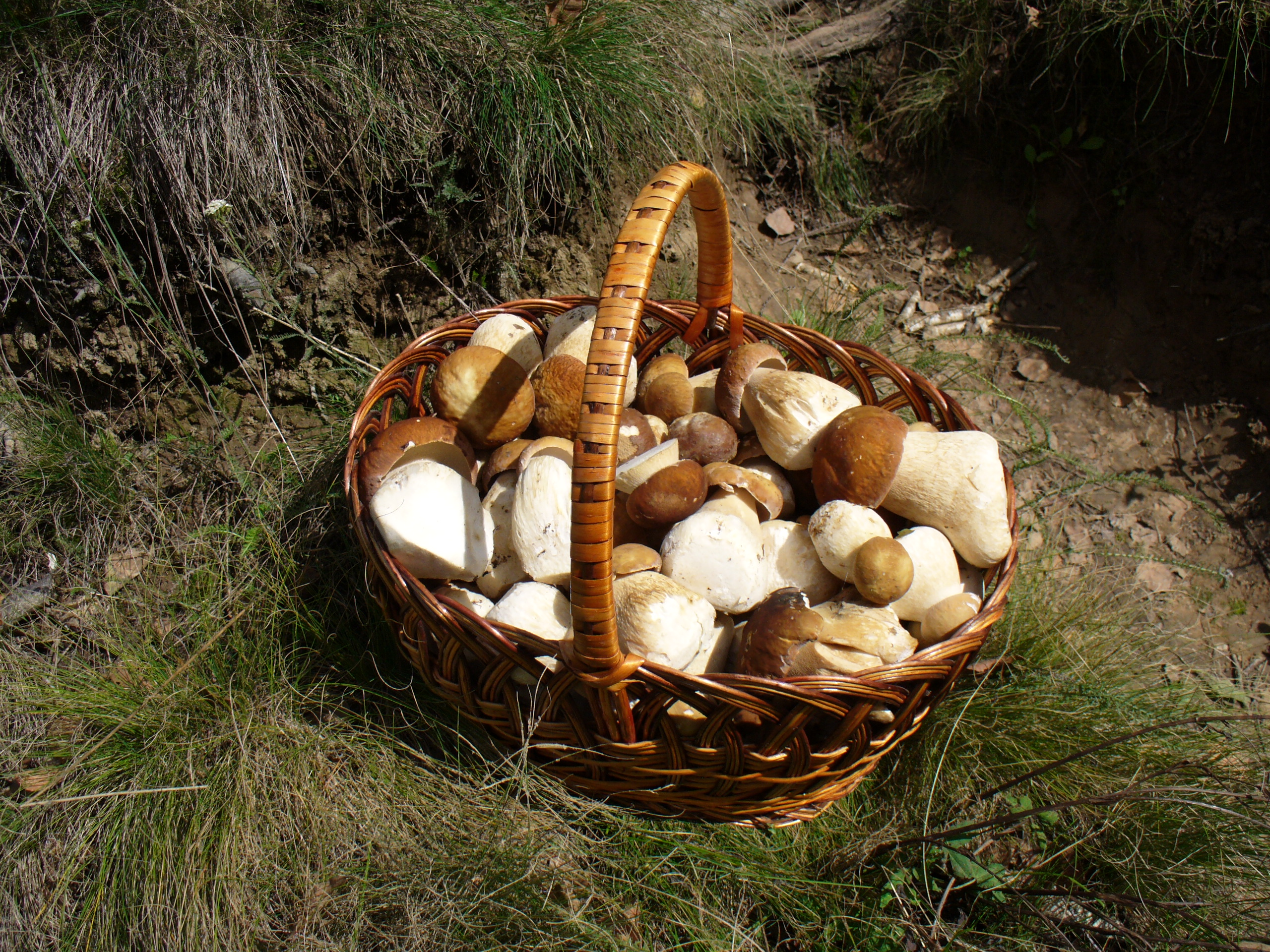
Kosz grzybów leśnych

Pożytki niedrzewne, inaczej zasoby niedrzewne – surowce i produkty biologicznego pochodzenia inne niż drewno, pochodzące z lasów, innych terenów zadrzewionych oraz z drzew rosnących poza lasami. Są to np.: dziczyzna, futra, orzechy, nasiona, jagody, grzyby jadalne, rośliny lecznicze i żywice.